# جیوتا واینیکولو
جیوتا واینیکولو (انگلیسی: Jiuta Wainiqolo؛ زادهٔ ۱۰ مارس ۱۹۹۹) بازیکن راگبی ۷ نفره اهل فیجی است.
وی در مسابقات کشوری و بین‌المللی در مجموع برندهٔ ۱ مدال طلا شده‌است.